# شقران ثومي
شقران ثومي أو سُحام الثوم أو مَرَق الثوم (الاسم العلمي: Puccinia allii) هو نوع من الفطريات يتبع جنس الشقران من الفصيلة الشقرانية.
هذا النوع من الشقران يتطفل على نبات الثوم.

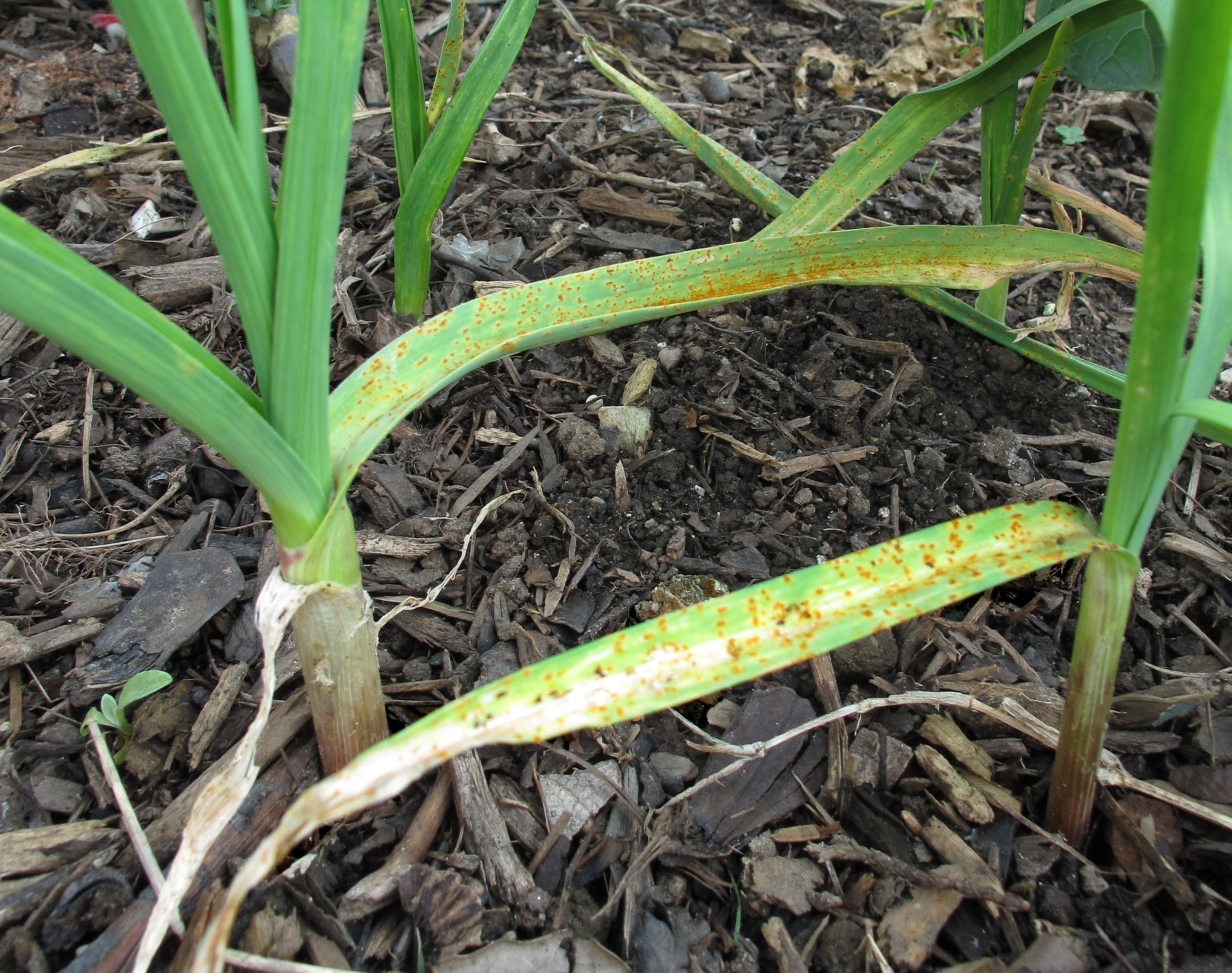